# 由谷正太郎
由谷 正太郎（ゆたに しょうたろう、1893年〈明治26年〉2月 - 1965年〈昭和40年〉）は、日本の実業家。

## 経歴
鳥取県鳥取市川端の呉服商・由谷節の長男。旧制鳥取県立鳥取中学校（現・鳥取県立鳥取西高等学校）卒業。呉服太物洋反物卸商を営む。1935年、家督を相続する。
1937年、米原章三と提携し、鳥取駅前にターミナルデパートとして丸由百貨店を設立し、由谷は専務に就任する。

## 人物
趣味は野球、釣り。宗教は日蓮宗。住所は鳥取市川端4丁目。

## 家族・親族
由谷家
- 父・節（1873年 - ?、旧姓・井上) ‐ 呉服太物商、鳥取市呉服太物商組合長、鳥取県多額納税者[6]
- 母・こと（1876年 - ?、鳥取、由谷義治の姉）[2][5]
- 弟・敬吉[4]（1916年 - 1943年、野球選手）
- 妻・薫子（1896年 - ?、鳥取、井上義雄の姉）[5]
- 子[2]

親戚
- 由谷義治（運送業、鳥取県会議員、衆議院議員） ‐ 母方叔父
- 米原章三（日ノ丸自動車創業者、鳥取県会議員、貴族院議員） ‐ 油谷義治の妻の姉婿